# Fronte Guasú
Il Fronte Guasú (in spagnolo Frente Guasú; ove Guasú, in lingua guaraní, significa ampio) è una lista elettorale paraguaiana costituitasi il 20 marzo 2010.

## Risultati elettorali
| Elezione | Elezione | Voti    | %     | Seggi  |
| -------- | -------- | ------- | ----- | ------ |
| 2013     | Camera   | 122 440 | 5,46  | 1 / 80 |
| 2013     | Senato   | 238 313 | 10,60 | 5 / 45 |
| 2018     | Camera   | 42 891  | 1,81  | 0 / 80 |
| 2018     | Senato   | 279 008 | 11,83 | 6 / 45 |